# Ácido barbitúrico
El ácido barbitúrico (ácido de Bárbara) es un compuesto orgánico basado en la estructura de la pirimidina. Fue descubierto por el químico alemán Adolf von Baeyer en 1864 por combinación de la urea (carbamida) y el ácido malónico en una reacción de condensación, usando oxicloruro de fósforo a 100 °C. 
Posteriormente el ácido malónico ha sido reemplazado por el malonato de etilo.
Еl ácido barbitúrico es el cabeza de serie de una numerosa clase de compuestos conocidos como barbitúricos que tienen propiedades depresoras del sistema nervioso central. Aunque el ácido barbitúrico en sí mismo no tiene actividad farmacológica.
El ácido barbitúrico se forma biológicamente por la oxidación del uracilo por acción de la enzima uracilo deshidrogenasa (EC 1.17.99.4)
Ionización del ácido barbitúrico según su pKa
La capacidad del ácido barbitúrico para ionizar depende directamente del pH y de su constante de disociación ácida (pKa ≈ 4.1) a 25 °C.Esta propiedad es fundamental para entender su comportamiento en distintas fases del organismo, como la absorción, distribución y eliminación, así como identificación.